# Мстиж

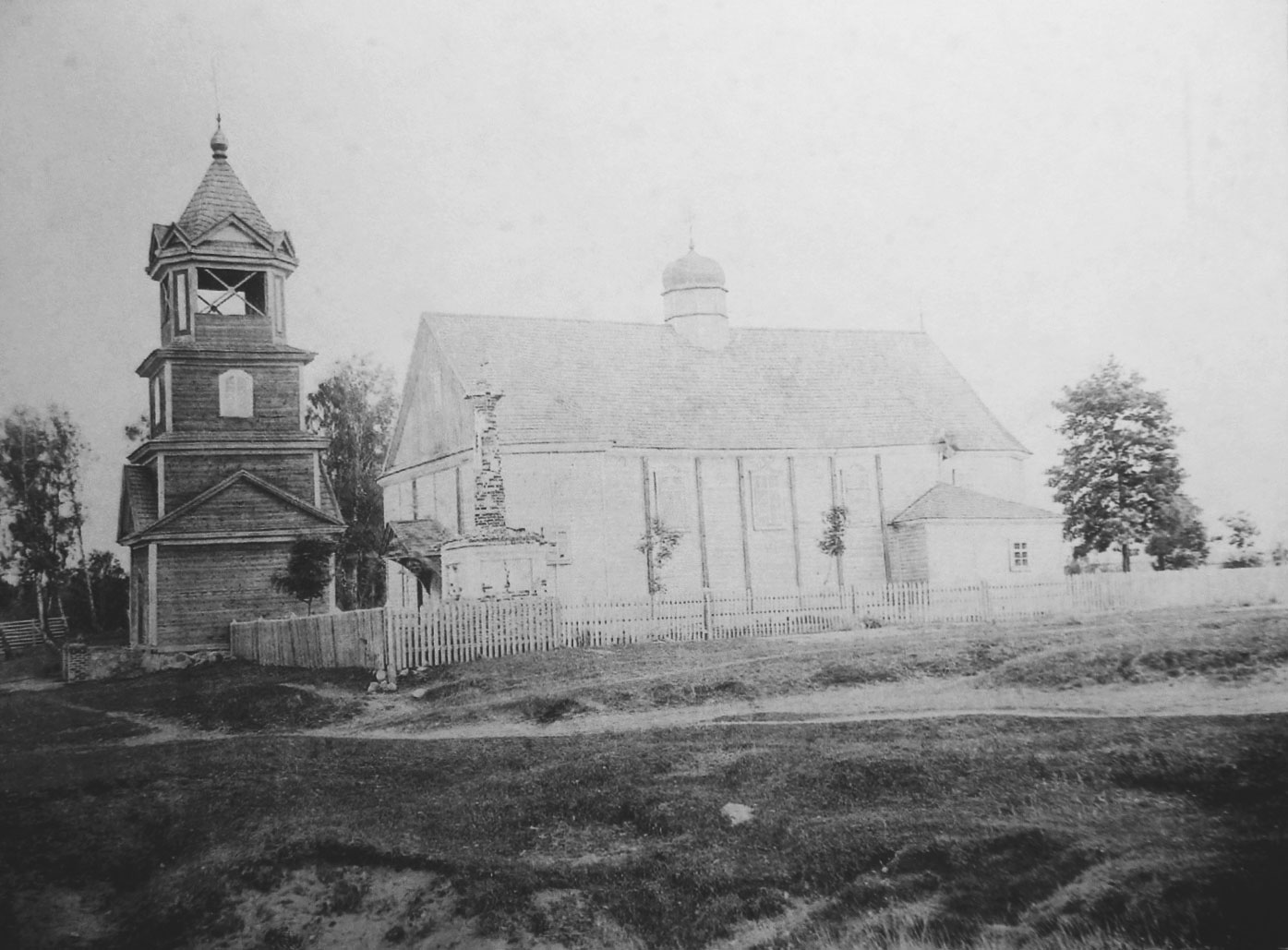
Крестовоздвиженская церковь (не сохранилась). Фото начала XX века

Мстиж (бел. Мсціж) — агрогородок в Борисовском районе Минской области Белоруссии, центр Мстижского сельсовета. Население 277 человек (2009).

## География
Агрогородок находится неподалёку от границы с Витебской областью в 28 км к северо-востоку от посёлка Плещеницы и в 42 км к северо-западу от райцентра, города Борисов. Мстиж стоит на небольшой реке Мрай (приток Березины), в агрогородке на реке плотина и запруда. Через Мстиж проходит автодорога Р3 на участке Зембин — Бегомль, прочие местные дороги ведут в окрестные деревни.

## История
Первое упоминание о Мстиже относится к XIV веку и связано со Мстижским Евангелием, рукописным памятником, в котором имеется запись о том, что минский бурмистр Василь Лях пожертвовал книгу церкви св. Юрия в д. Мстиж.
Более многочисленные документальные письменные источники о Мстиже встречаются только с XVI века. В это время имением владели Радзивиллы. В 1536 году Мстиж упоминается в связи с разделом имений между воеводой виленским и его сыновьями. В первой половине того же века поселение приобрёл Василий Тышкевич. В начале XVII века имение принадлежало Николаю Сапеге.
Некоторое время Мстиж был поделён на два имения, хозяева которых часто менялись. Во второй половине XVIII века одной частью владели Хрептовичи, другой — Слизни. Иоахим Хрептович в 1760 году основал католический храм. В 1776 году он продал свою часть имения Слизням, которые с этого момента стали единственными владельцами Мстижа. В 1786 году Николай Слизень построил Крестовоздвиженскую церковь, а в конце XVIII — начале XIX века Слизни возвели в имении дворянскую усадьбу с двухэтажным каменным дворцом. В XIX веке в усадьбе была библиотека, насчитывавшая 7 тысяч томов, зверинец и вольеры с птицами. Дворец сгорел в 1890 году.
После второго раздела Речи Посполитой в 1793 году Мстиж отошёл к Российской империи. В 1897 году местечко насчитывало 139 жителей, в 1908 году — 166 жителей
В годы Великой Отечественной войны Мстиж находился под немецкой оккупацией с июля 1941 по июль 1944 года. Нацисты создали в местечке гетто, а к зиме 1941 года расстреляли всех евреев. Крестовозвиженская церковь была сожжена в ходе боевых действий. От бывшей усадьбы остались лишь частично разрушенные ворота и руины хозпостроек.

## Известные уроженцы, жители
Николай Анатольевич Каландёнок (род. 1 января 1949 года, Мстиж, Минская область, БССР) — белорусский композитор и педагог.